# Yusuf Dirir Abdi
Yusuf Dirir Abdi, mort le 23 mai 2015, est un homme politique somalien.